# K.P.H. Nirmal
K.P. Hashith Nirmal (* 5. März 1992) ist ein sri-lankischer Hürdenläufer, der sich auf den 110-Meter-Hürdenlauf spezialisiert hat.

## Sportliche Laufbahn
Erste internationale Erfahrungen sammelte K.P.H. Nirmal im Jahr 2014, als er bei den Spielen der Lusofonie in Goa in 14,58 s die Silbermedaille hinter Iong Kim Fai aus Macau gewann. 2016 nahm er erstmals an den Südasienspielen in Guwahati teil und belegte dort in 14,29 s den vierten Platz, wie auch zwei Jahre später bei den Südasienspielen in Kathmandu mit 15,09 s.
In den Jahren 2013 und 2015 wurde Nirmal sri-lankischer Meister im 110-Meter-Hürdenlauf.

## Persönliche Bestzeiten
- 110 m Hürden: 14,29 s (+0,9 m/s), 10. Februar 2016 in Guwahati